# Шајбе-Алсбах
Шајбе-Алсбах (њем. Scheibe-Alsbach) општина је у њемачкој савезној држави Тирингија. Једно је од 16 општинских средишта округа Зонеберг. Према процјени из 2010. у општини је живјело 596 становника. Посједује регионалну шифру (AGS) 16072016.

## Географски и демографски подаци
Шајбе-Алсбах се налази у савезној држави Тирингија у округу Зонеберг. Општина се налази на надморској висини од 610 метара. Површина општине износи 19,7 km². У самом мјесту је, према процјени из 2010. године, живјело 596 становника. Просјечна густина становништва износи 30 становника/km².